# Carole Laure
Carole Champagne (Shawinigan, Quebec; 5 de agosto de 1948), más conocida bajo el nombre de Carole Laure, es una cantante, actriz, realizadora, guionista y productora canadiense.

## Biografía
Asistió a los cursos en una escuela religiosa donde descubrió su verdadera pasión: el piano.

## Filmografía
- 1974: Sweet movie: como Miss Canadá
- 1981: Victory (Evasión o Victoria): como Renée
- 1981: Asfalto: como Juliette Delors

- Datos: Q461399
- Multimedia: Carole Laure / Q461399